# Bunuri mobile din domeniul arheologie clasate în patrimoniul cultural național al României aflate în județul Ialomița
Acestă listă conține bunurile mobile din domeniul arheologie clasate în Patrimoniul cultural național al României aflate la momentul clasării în județul Ialomița.

## Tezaur
| Foto | Informații generale       | Detalii tehnice | Descriere | Deținător                          | Legături |
| ---- | ------------------------- | --- | --- | ---------------------------------- | -------- |
|      | Daltă                     | Datare: Hallstatt timpuriu Descoperit: jud. Ialomița, com. Dridu, Dridu, "la metereze" Material: bronz; turnare, martelare           | Daltă cu tub. Manșon circular, corpul în secțiune rectangulară. | Muzeul Județean Ialomița, Slobozia | Cimec    |
|      | Seceră                    | Datare: Hallstatt timpuriu Descoperit: jud. Ialomița, com. Dridu, Dridu, "la metereze" Material: bronz; turnare, martelare           | Seceră cu limbi la mâner. În zona de curbură are o apucătoare, limba este lată, cu decor și o tăietură sub formă de triunghi în interior. | Muzeul Județean Ialomița, Slobozia | Cimec    |
|      | Seceră                    | Datare: Hallstatt timpuriu Descoperit: jud. Ialomița, com. Dridu, Dridu, "la metereze" Material: bronz; turnare, martelare           | Seceră cu limbă la mâner. În zona de curbură are o apucătoare, limba este lată, cu decor și o tăietură sub formă de triunghi în interior. | Muzeul Județean Ialomița, Slobozia | Cimec    |
|      | Seceră                    | Datare: Hallstatt timpuriu Descoperit: jud. Ialomița, com. Dridu, Dridu, "la metereze" Material: bronz; turnare, martelare           | Seceră cu limbă la mâner. În zona de curbură are o apucătoare, limba este lată, cu decor și o tăietură sub formă de triunghi în interior. | Muzeul Județean Ialomița, Slobozia | Cimec    |
|      | Seceră                    | Datare: Hallstatt timpuriu Descoperit: jud. Ialomița, com. Dridu, Dridu, "la metereze" Material: bronz; turnare, martelare           | Seceră cu limbă la mâner. În zona de curbură are o apucătoare. Pe fața piesei există o dungă în relief. | Muzeul Județean Ialomița, Slobozia | Cimec    |
|      | Seceră                    | Datare: Hallstatt timpuriu Descoperit: jud. Ialomița, com. Dridu, Dridu, "la metereze" Material: bronz; turnare, martelare           | Seceră cu limbă la mâner. În zona de curbură are o apucătoare. Pe fața piesei există o dungă în relief. | Muzeul Județean Ialomița, Slobozia | Cimec    |
|      | Seceră                    | Datare: Hallstatt timpuriu Descoperit: jud. Ialomița, com. Dridu, Dridu, "la metereze" Material: bronz; turnare, martelare           | Seceră cu buton. Baza este dreaptă, la bază are un pinten (buton) din bronz pentru prindere. Pe fața piesei există o dungă în relief. | Muzeul Județean Ialomița, Slobozia | Cimec    |
|      | Colier                    | Datare: Hallstatt timpuriu Descoperit: jud. Ialomița, com. Dridu, Dridu, "la metereze" Material: bronz; turnare, martelare           | Colier torsionat din fir de bronz, răsucit, cu capetele rulate circular, pe el având o verigă, rotundă. | Muzeul Județean Ialomița, Slobozia | Cimec    |
|      | Colier                    | Datare: Hallstatt timpuriu Descoperit: jud. Ialomița, com. Dridu, Dridu, "la metereze" Material: bronz; turnare, martelare           | Colier torsionat din fir de bronz bătut și răsucit, cu capetele rulate. | Muzeul Județean Ialomița, Slobozia | Cimec    |
|      | Seceră                    | Datare: Hallstatt timpuriu Descoperit: jud. Ialomița, com. Dridu, Dridu, "la metereze" Material: bronz; turnare, martelare           | Seceră cu limbă la mâner. În zona de curbură are o apucătoare. | Muzeul Județean Ialomița, Slobozia | Cimec    |
|      | Colier                    | Datare: Hallstatt timpuriu Descoperit: jud. Ialomița, com. Dridu, Dridu, "la metereze" Material: bronz; turnare, martelare           | Fir de bronz, bătut și răsucit, cu capetele rulate, pe el având o verigă rotundă. | Muzeul Județean Ialomița, Slobozia | Cimec    |
|      | Brățară                   | Datare: Hallstatt timpuriu Descoperit: jud. Ialomița, com. Dridu, Dridu, "la metereze" Material: bronz; martelare                    | Bară în secțiune cu capetele deschise și subțiate, ornamente geometrice în care predomină linii verticale. | Muzeul Județean Ialomița, Slobozia | Cimec    |
|      | Brățară                   | Datare: Hallstatt timpuriu Descoperit: jud. Ialomița, com. Dridu, Dridu, "la metereze" Material: bronz; martelare                    | Bară în secțiune, are capetele deschise și subțiate, ornamentele geometrice în care predomină linii verticale. | Muzeul Județean Ialomița, Slobozia | Cimec    |
|      | Brățară                   | Datare: Hallstatt timpuriu Descoperit: jud. Ialomița, com. Dridu, Dridu, "la metereze" Material: bronz; martelare                    | Brățară deschisă cu bandă în secțiune rectangulară, cu trei benzi (caneluri) paralele în relief. | Muzeul Județean Ialomița, Slobozia | Cimec    |
|      | Brățară                   | Datare: Hallstatt timpuriu Descoperit: jud. Ialomița, com. Dridu, Dridu, "la metereze" Material: bronz; martelare și turnare         | Brățară deschisă cu bandă în secțiune rectangulară, cu patru benzi paralele, în relief. | Muzeul Județean Ialomița, Slobozia | Cimec    |
|      | Brățară                   | Datare: Hallstatt timpuriu Descoperit: jud. Ialomița, com. Dridu, Dridu, "la metereze" Material: bronz; martelare și turnare         | Brățară deschisă cu bandă în secțiune rectangulară, cu patru benzi paralele în relief. | Muzeul Județean Ialomița, Slobozia | Cimec    |
|      | Fibulă                    | Datare: Hallstatt timpuriu Descoperit: jud. Ialomița, com. Dridu, Dridu, "la metereze" Material: bronz; martelare                    | Fibulă cu scut alcătuită dintr-un fir din care, prin batere, s-a realizat un scut oval, iar la capătul celălalt este răsucit în formă de disc. | Muzeul Județean Ialomița, Slobozia | Cimec    |
|      | Fibulă                    | Datare: Hallstatt timpuriu Descoperit: jud. Ialomița, com. Dridu, Dridu, "la metereze" Material: bronz; martelare                    | Un singur fir care prin batere s-a realizat un scut oval, iar la capătul celălalt firul a fost răsucit, formând un disc. | Muzeul Județean Ialomița, Slobozia | Cimec    |
|      | Vârf de lance             | Datare: Hallstatt timpuriu Descoperit: jud. Ialomița, com. Dridu, Dridu, "la metereze" Material: bronz; turnare și martelare         | Lance în formă de frunză, cu manșon și cu nervură pe axul longitudinal. | Muzeul Județean Ialomița, Slobozia | Cimec    |
|      | Celt                      | Datare: Hallstatt timpuriu Descoperit: jud. Ialomița, com. Dridu, Dridu, "la metereze" Material: bronz; turnare                      | Topor cu tăiuș și cu manșon. | Muzeul Județean Ialomița, Slobozia | Cimec    |
|      | Celt de tip transilvănean | Datare: Hallstatt timpuriu Descoperit: jud. Ialomița, com. Dridu, Dridu, "la metereze" Material: bronz; turnare                      | Topor cu tăiuș și cu manșon. Are decor cu nervuri în relief pe manșon. | Muzeul Județean Ialomița, Slobozia | Cimec    |
|      | Celt de tip transilvănean | Datare: Hallstatt timpuriu Descoperit: jud. Ialomița, com. Dridu, Dridu, "la metereze" Material: bronz; turnare                      | Topor cu tăiuș și cu manșon de înmănușare a cozii și o toartă. Are decor cu nervuri în relief pe manșon. | Muzeul Județean Ialomița, Slobozia | Cimec    |
|      | Celt de tip transilvănean | Datare: Hallstatt timpuriu Descoperit: jud. Ialomița, com. Dridu, Dridu, "la metereze" Material: bronz; turnare                      | Topor cu tăiuș și cu manșon de înmănușare a cozii și o toartă. Are decor cu nervuri în relief pe manșon. | Muzeul Județean Ialomița, Slobozia | Cimec    |
|      | Vârf de lance             | Datare: Hallstatt timpuriu Descoperit: jud. Ialomița, com. Dridu, Dridu, "la metereze" Material: bronz; turnare și martelare         | Lance cu vârf în formă de frunză, cu nervură pe axul longitudinal, cu manșon. | Muzeul Județean Ialomița, Slobozia | Cimec    |
|      | Vârf de lance             | Datare: Hallstatt timpuriu Descoperit: jud. Ialomița, com. Dridu, Dridu, "la metereze" Material: bronz; turnare și martelare         | Lance cu vârf în formă de frunză, cu nervură pe axul longitudinal, cu manșon. | Muzeul Județean Ialomița, Slobozia | Cimec    |
|      | Celt                      | Datare: Hallstatt timpuriu Descoperit: jud. Ialomița, com. Dridu, Dridu, "la metereze" Material: bronz; turnare                      | Topor cu tăiș și cu manșon. | Muzeul Județean Ialomița, Slobozia | Cimec    |
|      | Celt                      | Datare: Hallstatt timpuriu Descoperit: jud. Ialomița, com. Dridu, Dridu, "la metereze" Material: bronz; turnare                      | Topor cu tăiș și cu manșon. | Muzeul Județean Ialomița, Slobozia | Cimec    |
|      | Celt                      | Datare: Hallstatt timpuriu Descoperit: jud. Ialomița, com. Dridu, Dridu, "la metereze" Material: bronz; turnare                      | Topor cu tăiș și cu manșon. | Muzeul Județean Ialomița, Slobozia | Cimec    |
|      | Statuie                   | Datare: Hallstatt târziu Descoperit: jud. Ialomița, com. Platonești, Valea Bursucului Material: piatră calcaroasă, cioplire          | Statuia reprezintă o ființă umană până la brâu, capul având ochi, nas, sprâncene, părul dat peste cap, în jurul gâtului fiind reprezentat un colier. | Muzeul Județean Ialomița, Slobozia | Cimec    |
|      | Amforă                    | Datare: Secolul VII-VI Descoperit: jud. Ialomița, com. Ciulnița, Ciulnița, Cariera de pământ Material: ceramică                      | Amforă cu cap pântecos, cu două torți simple și o capacitate litrică de 31 l., de culoare roșiatică. | Muzeul Județean Ialomița, Slobozia | Cimec    |
|      | Samos                     | Datare: Secolul VII-VI Descoperit: jud. Ialomița, com. Ciulnița, Ciulnița, Cariera de pământ Material: piatră, cioplire              | Statuia reprezintă capul uman, ochi, gură, nas, urechi, urechea stângă are reprezentat în prelungire, jos, un cercel. | Muzeul Județean Ialomița, Slobozia | Cimec    |
|      | Statuetă                  | Datare: Medieval timpurie Descoperit: jud. Ialomița, Fetești, Vlașca Material: lut, modelare                                         | Statuetă zoomorfă reprezentând un cal cu patru picioare, corp și cap. | Muzeul Județean Ialomița, Slobozia | Cimec    |
|      | Statuetă                  | Datare: Medieval timpurie Descoperit: jud. Ialomița, com. Platonești, Platonești Material: bronz, turnare                            | Figurină reprezentând corpul uman având picioare, mâini, cap. | Muzeul Județean Ialomița, Slobozia | Cimec    |
|      | Rhyton                    | Datare: Sec II-I a. Ch. Descoperit: jud. Ialomița, com. Balaciu, Crăsanii de Jos, Piscul Crăsani Material: ceramică, lucrat la roată | Vas conic care se termină în partea de jos cu un cap de cal cu orificiu pentru scurgerea lichidului din vas. | Muzeul Județean Ialomița, Slobozia | Cimec    |
|      | Statuetă                  | Datare: Medieval timpurie Descoperit: jud. Ialomița, com. Platonești, Platonești Material: bronz, turnare                            | Figurina reprezintă un cap uman având ochi, gură, nas, cu barbișon iar părul tuns scurt (tip capelan). | Muzeul Județean Ialomița, Slobozia | Cimec    |
|      | Cercel                    | Datare: Medieval timpurie Descoperit: jud. Ialomița, com. Adâncata, Adâncata, N de Adâncata Material: aur, turnare                   | Cercel format dintr-o verigă din sârmă de aur ovală cu capetele apropiate, unul ascuțit, celălalt retezat. Pe verigă este încorporată o perlă sferică din foaie de aur. | Muzeul Județean Ialomița, Slobozia | Cimec    |
|      | Aplică vestimentară       | Datare: Medieval timpurie Descoperit: jud. Ialomița, com. Adâncata, Adâncata, N de Adâncata Material: aur, au repoussee              | Aplică vestimentară care are pe margine un chenar format din două linii în relief un șir de mici protuberanțe semisferice. În câmpul central sunt amplasate două cercuri concentrice în relief. În cercul interior sunt înscrise sub formă de cruce, cinci alveole circulare iar în spațiul dintre cercuri sunt raze, motive vegetale. | Muzeul Județean Ialomița, Slobozia | Cimec    |
|      | Aplică vestimentară       | Datare: Medieval timpurie Descoperit: jud. Ialomița, com. Adâncata, Adâncata, N de Adâncata Material: aur, au repoussee              | Aplică semilunară din foaie subțire de aur decorată pe întreaga suprafață cu protuberanțe "au repoussé". Dispuse în șiruri de-a lungul conturului. În câmpul central sunt dispuse trei protuberanțe mai mari, neregulate. Piesa prezintă perforații de prindere pe veșmânt.                                                            | Muzeul Județean Ialomița, Slobozia | Cimec    |